# Amathusia malaya
Amathusia malaya är en fjärilsart som beskrevs av Corbet och Henry Maurice Pendlebury 1936. Amathusia malaya ingår i släktet Amathusia och familjen praktfjärilar. Inga underarter finns listade i Catalogue of Life.